# Le Shérif et les Extra-terrestres
Pour plus de détails, voir Fiche technique et Distribution.
Le Shérif et les Extra-terrestres (Uno sceriffo extraterrestre... poco extra e molto terrestre) est un film italien réalisé par Michele Lupo et sorti en 1979.

## Synopsis
Un matin, la petite ville américaine de Newnan (Géorgie) devient hystérique quand un OVNI est signalé au-dessus d'un lac des environs ; même le personnel de la base navale de l'Air Force aux environs est mobilisé. Seul le shérif Hall (Bud Spencer), gros et sympathique représentant des forces de l'ordre, demeure de marbre face à cette hystérie; en effet, il ne croit pas aux extraterrestres, surtout depuis que Brennan (Joe Bugner) en profite pour faire toutes sortes de coups. Tout de même, d'étranges choses arrivent aux citoyens : la chaise d'un barbier s'emballe - ainsi que les clients - un camion de glaces renverse soudainement tout son contenu (et plus) dans la rue après que le vendeur a fait une blague sur les extraterrestres qui auraient envie de ses glaces.
La même nuit, un blackout frappe la ville. Hall est en patrouille quand on lui demande de retrouver un garçon en fugue. En arrivant au parc d'amusement, Hall découvre non pas un, mais deux petits garçons; l'un d'eux - portant un costume de cosmonaute argenté - se trouve être le garçon en fugue, l'autre (en apparence de 9 ans; interprété par Cary Guffey) se présente comme H-1724, au grand scepticisme du shérif. Le jeune garçon semble posséder un étrange appareil aux pouvoirs surprenants, et malgré le fait qu'il l'utilise malencontreusement pour permettre à un prisonnier de s'évader, le shérif, "d'homme à homme" demande au garçon de lui dire la vérité. Le shérif commence à changer d'avis quand il se retrouve irradié de ce que le petit appelle la « bio-énergie magnétique », lui conférant des propriétés étranges allant de la pêche miraculeuse d'un claquement de doigt à la conversation avec un cheval de course.
Pendant ce temps, un ambitieux capitaine de l'Air Force nommé Briggs (Raimund Harmstorf) y voit la chance de faire avancer sa carrière. Travaillant sans l'autorisation de son général, Briggs réussit à repérer le petit extraterrestre - mais ses tentatives sont contrecarrées par le brave shérif aux arguments frappants et les petits gadgets inter-sidéraux d'H-1724.
Finalement, pendant qu'Hall et H-1724 campent à Stone Mountain et attendent l'arrivée d'une rencontre du troisième type avec le peuple d'H-1724, Briggs et ses hommes parviennent à capturer le petit extraterrestre et à le conduire à la base. Mais le brave shérif réussit à s'infiltrer sur la base et à libérer le petit à coups d'arguments frappants.
Finalement, plus tard dans la nuit, un vaisseau vient prendre H-1724, lui et Hall se disent au revoir. Mais quand Hall revient chez lui, il trouve soudainement H-1724 sur la banquette arrière de sa voiture - ayant obtenu un sursis additionnel afin d'être avec son nouvel ami.

## Fiche technique
- Titre original :Uno sceriffo extraterrestre: poco extra e molto terrestre
- Titre français : Le Shérif et les Extra-terrestres
- Réalisation : Michele Lupo
- Scénario : Marcello Fondato, Francesco Scardamaglia
- Montage :  Eugenio Alabiso
- Costumes : Luciano Sagoni
- Effets spéciaux  :  Giovanni Corridori
- Direction artistique : Franco Vanorio
- Musique :  Guido De Angelis et Maurizio De Angelis
- Photo : Franco Di Giacomo
- Production : Marcello Fondato, Francesco Scardamaglia, Elio Scardamaglia
- Société de production :  Leone Film
- Langue de tournage : anglais / italien
- Format : Couleurs (Eastmancolor)  - 35 mm - 1,37:1 (1,85:1 étendu) - Son mono
- Genre  : Comédie
- Durée : 95 minutes
- Dates de sortie : 
  - Italie : 13 septembre 1979 (Turin), 21 septembre 1979 (Milan)
  - France : 25 juin 1980

## Distribution
- Bud Spencer (VF : Claude Bertrand) : shérif Scott Hall
- Cary Guffey (VF : Jackie Berger) : H-1724 (Charlie Warren)
- Raimund Harmstorf (VF : Claude Joseph) : Capitaine Briggs
- Joe Bugner (VF : Alain Dorval) : Brennan
- Carlo Reali (VF : Michel Paulin) : Lieutenant Turner
- Luigi Bonos (VF : Roger Carel) : le shérif adjoint Allen (Allan en VF)
- Harold E. Finch (VF : Francis Lax) : le général de l'Air Force
- Sasha D'Arc : Thug
- Amedeo Leurini (VF : Pierre Garin) : le marchand de glaces
- Giulio Maculani : le chef des pompiers Newman
- Raffaele Mottola (VF : Georges Aubert) : le journaliste
- Joseph Dean Treadway : l'enfant fugueur
- Franco Vanorio (VF : Jacques Dynam) : le client du barbier
- Riccardo Pizzuti : un homme de Briggs
- Dino Emanuelli

## Autour du film
- Cary Guffey, qui interprète le jeune extraterrestre, reste surtout connu pour son rôle de Barry Guiler, le jeune garçon enlevé par des extraterrestres deux ans plus tôt dans Rencontres du troisième type de Steven Spielberg.
- Le film connaît une suite l'année suivante, Faut pas pousser.
- Le film a été édité en DVD en Zone 1 (États-Unis et Canada). En France, une édition est sortie mais le film a été confondue avec sa suite, Faut pas pousser.